# Laços de Sangue (1994)
 Laços de Sangue (portugiesisch für: Blutsbande) ist ein portugiesisches Filmdrama des ungarischen Regisseurs Pál Erdőss aus dem Jahr 1994.

## Handlung
Lina Maria, genannt Marilyn, und Mariana fliehen aus einem Waisenheim in Porto und schlagen sich dann Richtung Süden durch, um zu Linas Vater Alberto zu kommen.
Gegen Widerstände und Schwierigkeiten in der von männlichem Chauvinismus geprägten Gesellschaft ankämpfend, treffen sie schließlich auf Alberto, der mit seiner Partnerin Júlia im abgelegenen Alentejo lebt. Ohne sich als seine Tochter zu erkennen zu geben, versucht Lina zusammen mit ihrer Freundin Mariana herauszubekommen, weshalb Alberto sie damals verlassen hat.
Als sie die Gründe erfahren, schmieden sie Rachepläne und führen sie schließlich auch aus.

## Produktion und Rezeption
Der Film wurde 1993 an verschiedenen Drehorten in Portugal gedreht und von den Filmproduktionsgesellschaften Costa do Castelo Filmes (Portugal), Hétfoi Muhely Studio (Ungarn), Marea Films (Spanien) und Zebra Film Productions (Polen) produziert, mit finanzieller Unterstützung der Filmförderungsanstalten Instituto Português de Cinema (heute ICA), der Filmstiftung Ungarn und des europäischen Fonds Eurimages, zudem beteiligte sich der ungarische Fernsehsender TV2.
Der Film wurde am 1. Oktober 1994 in Portugal und dann auch in Polen (unter dem Titel Wiezy krwi) und in Spanien (unter dem Titel Lazos de sangre) veröffentlicht. Der Film kam jedoch nicht in die portugiesischen Kinos und wurde dem Publikum erst mit der Veröffentlichung als Videokassette zugänglich.
Die Kritik stufte den Film als mittelmäßig gelungen ein, von einer nur halbwegs überzeugend umgesetzten Geschichte über mittelmäßige Synchronisationen bis zu den nur selten überdurchschnittlichen Schauspielleistungen, mit Anabela Teixeiras Darstellung der Mariana als überzeugendste Leistung.
Laços de Sangue erschien in Portugal bei Costa do Castelo Filmes, zunächst 1997 als VHS-Kassette und 2008 als DVD.